# Insygnia runiczne w III Rzeszy
Insygnia runiczne w III Rzeszy – ściśle odwoływały się do okultyzmu oraz nordyckiego pogaństwa. Symbolika runiczna uznawana była przez czołowych nazistów takich jak Heinrich Himmler za „posiadającą magiczną moc”. Dla narodowych socjalistów runy stanowiły swego rodzaju ezoterykę, z której według nich można było wróżyć i przewidywać przyszłość. Runy przede wszystkim używane były w organizacji paramilitarnej Schutzstaffel (SS), dlatego już od początków powstania tej organizacji, członkowie SS uczeni byli semantyki związanej z runami. Oprócz SS runy pojawiały się w organizacjach takich jak Sturmabteilung czy Hitlerjugend - dodatkowo każda inna organizacja związana z partią NSDAP lub z SS posiadała własne znaki runiczne. Głównym propagatorem symboliki runicznej był Guido von List, jeden z głównych okultystów i astrologów austriackich działających na przełomie XIX i XX wieku, jak również Jörg Lanz von Liebenfels, były cysters i okultysta, będący jednym z pionierów ariozofii oraz Karl Maria Wiligut – główny okultysta Heinricha Himmlera zajmujący się symboliką runiczną w okresie hitleryzmu w Niemczech.

## Symbolika runiczna używana przez narodowych socjalistów w Niemczech (1920–1945)
| Runa                                   | Nazwa w języku niemieckim | Znaczenie                                                   | Uwagi |
| The double-sig rune insignia of the SS | doppelte Siegrune         | Zwycięstwo / Schutzstaffel                                  | Runa sig (niem. Siegrune) symobolizowała zwycięstwo (niem. sieg). W swojej oryginalnej formie jako ᛋ w alfabecie runicznym wikingów (patrz: Fuþark młodszy) odpowiadała literze „s” – ᛋ reprezentowała również słońce (Sowilō). Jednakże, von List zreinterpretował tę literę jako symbol zwycięstwa, kiedy skompletował listę run w tzw. „runach armanicznych”. Podwójna runa sig została stała się symbolem SS w 1933 roku dzięki Walterowi Heckowi, SS-Sturmhauptführerowi, który pracował jako grafik dla Ferdinanda Hoffstattera – producenta emblematów i insygniów w Bonn. Dwie runy sig narysowane obok siebie przypominały dwie błyskawice, które od razu zostały zaaplikowane przez wszystkie organizacje związane z SS – sam Heck zażądał zaledwie 2,5 marki Rzeszy za swoją pracę jako projektanta symboli. Symbole ᛋᛋ miały podwójne znaczenie: jako inicjały Schutzstaffel odczytywane były jako okrzyk „Zwycięstwo, Zwycięstwo!”. Drugie użycie polegało na wykorzystywaniu run w piśmiennictwie: w okresie rządów narodowych socjalistów w Niemczech, niektóre maszyny do pisania wyposażone były w dodatkowy klucz pozwalający na pisanie, oprócz zwykłych liter, również i run, w tym m.in. podwójnej runy sig. Podwójna runa sig widniała na hełmach, patkach kołnierzowych oraz sztyletach (SS Ehrendolch) Schutzstaffel, natomiast pojedyncza runa sig wykorzystywana była przez Hitlerjugend (HJ). |
|                                        | Eif                       | Zapał / Oddanie / Lojalność / Entuzjazm                     | Runa Eif jest obróconą i odzwierciedloną wersją runy Eiwaz (ᛇ). We wczesnych latach istnienia SS runa ta była wykorzystywana przez głównych adiutantów Adolfa Hitlera, takich jak chociażby jego zastępca w partii NSDAP – Rudolf Hess. |
|                                        | Ger                       | Duch wspólnoty                                              | Runa Ger symbolizowała ideę komunitaryzmu w SS. 11 Ochotnicza Dywizja Grenadierów Pancernych SS „Nordland” będąca jednostką wojskową Waffen-SS, przejęła runę jako własne insygnium. |
|                                        | Hagal                     | Wiara w nazizm                                              | Runa Hagal reprezentowała „niezachwianą wiarę” w filozofię nazizmu. Runa Hagal pojawiała się również na pierścieniach (SS-Ehrenring) członków SS. Hagal jest podobna do runy Haglaz (ᚼ), która oznaczała „grad”, jednak później została zmodyfikowana przez von Lista w jego Runach Armanen. List uważał, że Hagal jest „matką wszystkich run” wyobrażając ją sobie jako odniesienie do kryształu heksagonalnego. Runa ta również symbolizowała ochronę przed wrogami. |
|                                        | Leben                     | Życie                                                       | Lebensrune zwana również „runą życia” używana była przez towarzystwo Ahnenerbe oraz organizację Lebensborn, która była odpowiedzialna za przyrost naturalny oraz „odtworzenie rasy aryjskiej”. Interpretacja tej runy jako „symbolu człowieka” pojawia się już we wczesnych latach 20. XX wieku w literaturze dotyczącej germańskiego mistycyzmu. Runa ta również była powszechnie używana w partii nazistowskiej oraz w ogóle w III Rzeszy, m.in. w przepisach prawnych i urzędowych oraz na mundurach Sturmabteilung (SA). Runa Yr oznaczała „runę życia”, jednak odwrócona „do góry nogami” interpretowana była jako „runa śmierci” (Todesrune). Podczas II wojny światowej, te dwie runy: ᛉ dla „życia” oraz ᛦ dla „śmierci” były używane na nagrobkach dla oznaczania daty narodzin i śmierci, zastępując odpowiednio symbole gwiazdki i krzyża (* dla „narodzin”, † dla „śmierci”, tak jak na nagrobkach chrześcijańskich). |
|                                        | Odal                      | Pokrewieństwo / Rodzina / Braterstwo krwi / Klan lub Plemię | Runa Odal symbolizowała wiele wartości jakimi kierowali się naziści. Runa ta została zaadaptowana z Fuþarka starszego (ᛟ). Podczas II wojny światowej była wykorzystywana przez 7 Ochotniczą Dywizję Górską SS Prinz Eugen jak również przez Główny Urząd Rasy i Osadnictwa SS. |
|                                        | Opfer                     | Samopoświęcenie                                             | Runa Opfer – podobnie jak runa Eif – jest odwróconą wersją runy Eiwaz (ᛇ) – używana była już po 1918 roku przez organizację weteranów wojennych Stahlhelm oraz przez bojówki Sturmabteilung (SA). Po 1923 roku została przyjęta przez nazistów jako uczczenie poległych towarzyszy w puczu monachijskim. |
|                                        | Tod                       | Śmierć                                                      | Todesrune była odwróconą wersją Lebensrune. Bazowana była na runie Yr (ᛦ), która oznaczała „cis pospolity”. Używana była przez SS dla oznaczania nagrobków zmarłych członków tej organizacji. |
|                                        | Tyr                       | Przywództwo w boju                                          | Runa Tyr pochodziła od runy Tiwaz (ᛏ). Otrzymała nazwę na cześć Týra – boga wojny i zwycięstwa w mitologii nordyckiej. SS odczytywały runę jako przywództwo militarne. Używana również była przez absolwentów bojówek SA w Reichsführerschule. Runa wykorzystywana była również jako emblemat 32 Ochotniczej Dywizji Grenadierów SS 30 Januar. |
|                                        | Wolfsangel                | Wolność i niezależność                                      | Wolfsangel („wilczy hak”) był używany jako symbol heraldyczny głównie przez SS (np. przez 2 Dywizję Pancerną SS „Das Reich”). Jednego z wariantów „wilczego haka” używała bojówka Weer Afdeelingen, będąca skrzydłem paramilitarnym Narodowosocjalistycznego Ruchu Holenderskiego, a także jednostka Waffen-SS – 34 Dywizja Grenadierów SS Landstorm Nederland. |
|                                        | Heilszeichen              | Rozwój                                                      | Symbol Heilszeichen pojawiał się na pierścieniach SS-Ehrenring i symbolizował dobrą fortunę oraz sukces. |

## Galeria

Podwójna runa sig będąca symbolem Schutzstaffel (SS).
Pojedyncza runa sig na sztandarze Deutsches Jungvolk.
Wolfsangel będący insygnium 2 DP SS "Das Reich".
Wariant Wolfsangel będący insygnium 34 DG SS "Landstorm Nederland".
Runa Tyr jako symbol 32 ODG SS "30 Januar".
Runa Odal symbolizująca 7 ODG SS "Prinz Eugen".
Wariant runy Odal jako insygnium 22 DGP SS "Nederland".
Runa Hagal jako symbol 6 DG SS "Nord".
Wariant runy Hagal jako znak 35 DG Policji SS.
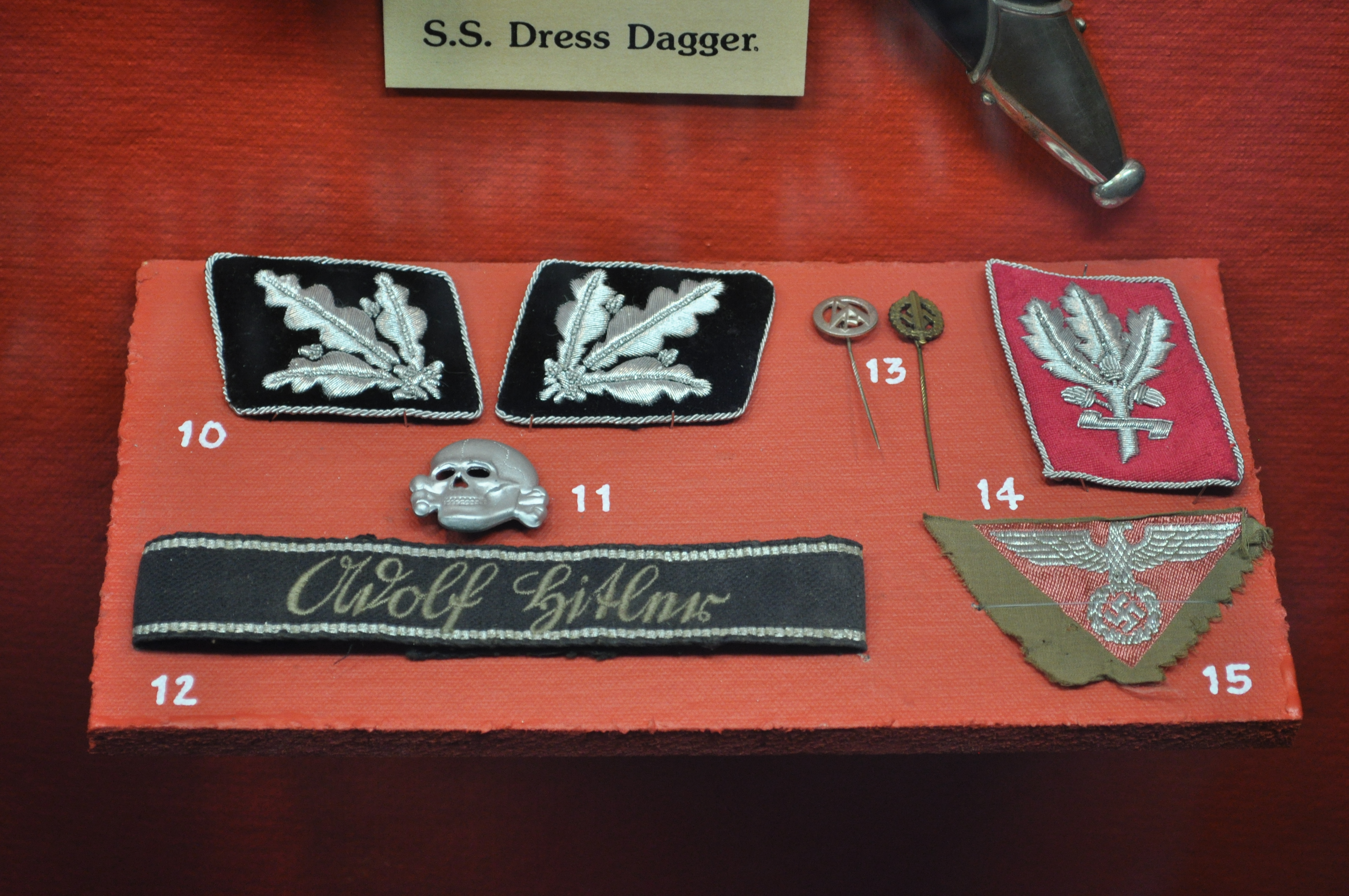
Runa Opfer na patce kołnierzowej (nr 14) pod symbolem liścia dębowego.